# Kazimierz Dejmek

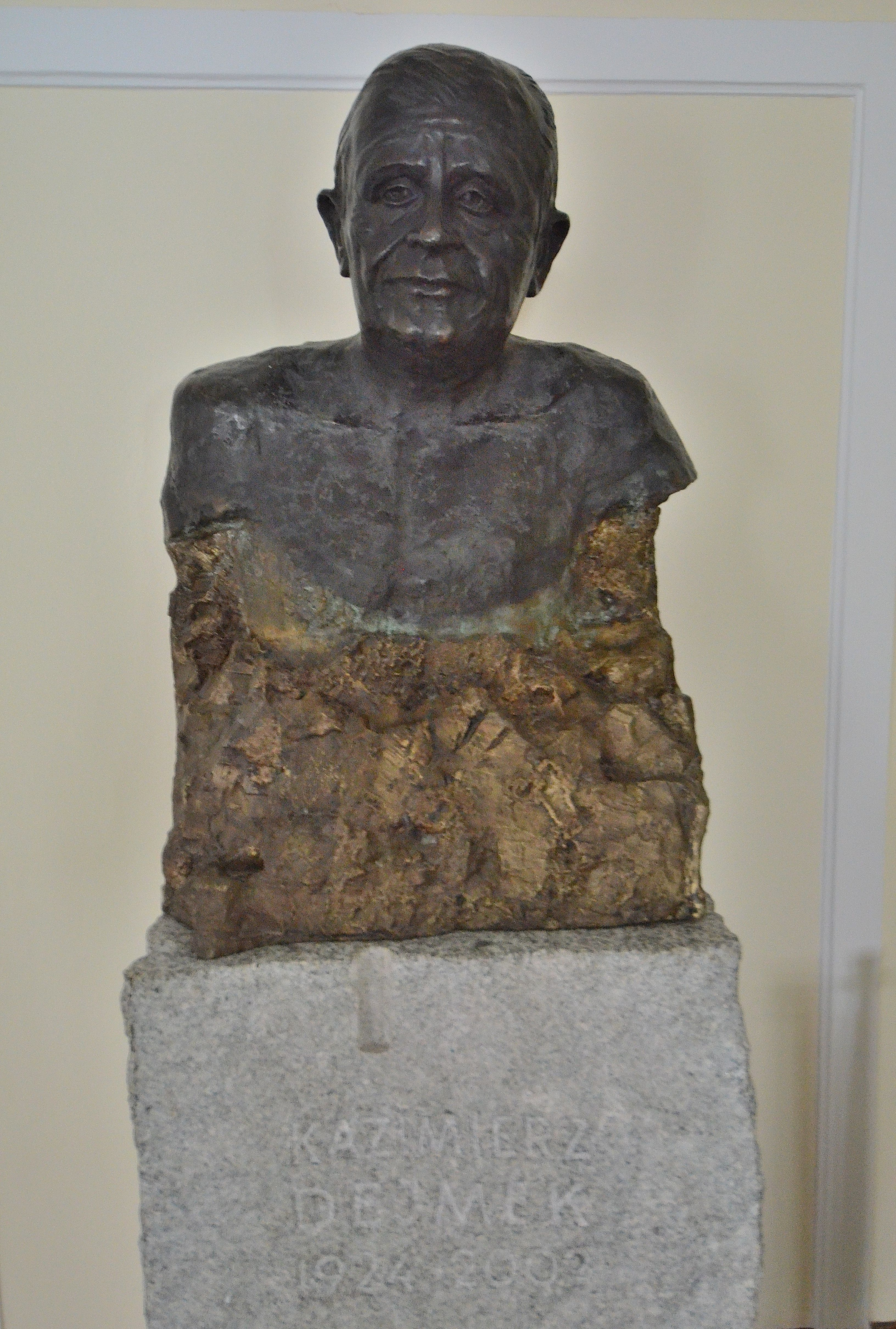
Büste von Kazimierz Dejmek im Teatr Polski in Warschau

Kazimierz Dejmek (* 17. April 1924 in Kowel, Polen, heute Ukraine; † 31. Dezember 2002 in Warschau) war ein polnischer Theaterregisseur und Kulturpolitiker.

## Leben
Im Zweiten Weltkrieg kämpfte Dejmek als Partisan gegen die deutsche Besatzung und begann gleich nach dem Krieg ein Schauspielstudium in Łódź. Bereits 1950 wurde er zum Intendanten des Neuen Theaters in Łódź ernannt und leitete ab 1952 die Schauspielschule in Łódź. Von 1962 bis 1968 war er Intendant des polnischen Nationaltheater Warschau. Er wurde während der Studentenproteste 1968 aufgrund seiner Inszenierung der Totenfeier von Adam Mickiewicz von seinem Intendantenposten entlassen. Sein Nachfolger wurde Adam Hanuszkiewicz. Er wurde aus der PVAP ausgeschlossen (der er seit 1951 angehörte) und inszenierte fortan in der polnischen Provinz und im westlichen Ausland (Wien, Düsseldorf, Essen). Dejmek wurde 1975 erneut Intendant des Neuen Theaters Łódź. 1993 wurde er von Premierminister Waldemar Pawlak in die Politik gerufen und war bis 1996 polnischer Kulturminister. Danach kehrte an das Neue Theater in Łódź zurück. Seine letzte Inszenierung war die des Hamlet von William Shakespeare. Wenige Wochen vor der geplanten Premiere verstarb er. Die Premiere fand dann im Gedenken an Kazimierz Dejmek am 30. Januar 2003 statt. Seit dem 14. Januar 2008 trägt das Neue Theater in Łódź seinen Namen.

## Wichtige Inszenierungen (als Regisseur)
- 1956 – Novembernacht von Stanisław Wyspiański am Teatr Nowy Łódź
- 1958 – Der Besuch der alten Dame von Friedrich Dürrenmatt am Teatr Nowy Łódź
- 1960 – Julius Caesar von William Shakespeare am Teatr Nowy Łódź
- 1961 – Drei Schwestern von Anton P. Tschechow am Teatr Nowy Łódź
- 1963 – Agamemnon von Aischylos am Nationaltheater Warschau
- 1963 – Elektra von Euripides am Nationaltheater Warschau
- 1963 – Die Frösche von Aristophanes am Nationaltheater Warschau
- 1965 – Kordian von Juliusz Słowacki am Nationaltheater Warschau
- 1966 – Der Stellvertreter von Rolf Hochhuth am Nationaltheater Warschau
- 1967 – Totenfeier von Adam Mickiewicz am Nationaltheater Warschau
- 1968 – Onkel Wanja von Anton P. Tschechow am Teatr Ateneum Warschau
- 1970 – Edward II. von Christopher Marlowe am Norwegischen Nationaltheater Oslo
- 1970 – Der Stellvertreter von Rolf Hochhuth am Düsseldorfer Schauspielhaus
- 1972 – La Passione am Piccolo Teatro Mailand
- 1973 – Der fröhliche Märtyrer von Jakob Bidermann am Burgtheater Wien
- 1973 – Elektra von Jean Giraudoux am Dramatischen Theater Warschau
- 1975 – Operette von Witold Gombrowicz am Teatr Nowy Łódź, Grillo-Theater Essen
- 1978 – Zemsta von Aleksander Fredro am Teatr Nowy Łódź
- 1980 – Der Revisor von Nikolai Gogol am Deutschen Schauspielhaus Hamburg
- 1981 – Der Botschafter von Sławomir Mrożek am Teatr Polski Warschau
- 1984 – Die Hochzeitsfeier von Stanisław Wyspiański am Teatr Polski Warschau
- 1985 – Romulus der Große von Friedrich Dürrenmatt am Teatr Polski Warschau
- 1990 – Tango von Sławomir Mrożek am Teatr Polski Warschau
- 1991 – König Ubu von Alfred Jarry am Teatr Polski Warschau

## Ehrungen und Auszeichnungen
- 1955 Offizier des Ordens Polonia Restituta
- 1959 Komtur des Ordens Polonia Restituta
- 1989 Großkreuz des Ordens Polonia Restituta
- 2000 Ehrenbürger von Lodz